# Belle (Disney)
Belle è un personaggio immaginario, protagonista di La bella e la bestia (1991), 30° film d'animazione della Walt Disney Pictures. Rientra nell'elenco ufficiale delle Principesse Disney, in cui occupa il quinto posto dopo Ariel e prima di Jasmine. Nella versione originale, il personaggio di Belle è doppiato dall'attrice e cantante americana Paige O'Hara, mentre nella versione italiana principalmente da Laura Boccanera e dalla cantautrice Marjorie Biondo, per le parti canore.
Il personaggio appare anche in numerosi sequel e spin-off del film, come ad esempio nell'adattamento musicale di Broadway del film, interpretato dall'attrice americana Susan Egan, e nell'adattamento live-action del 2017, interpretato da Emma Watson.
Belle ha ottenuto ampi consensi da parte della critica cinematografica, che ne ha apprezzato il coraggio, l'intelligenza e l'indipendenza. Sul piano del femminismo i critici hanno osservato che talvolta le azioni del personaggio sono guidata eccessivamente dal romanticismo. Tuttavia è considerata uno dei migliori esempi proposti dalla Disney di personaggio femminista: i critici concordano sul fatto che Belle abbia contribuito a guidare una generazione di eroine cinematografiche indipendenti, rivoluzionando così, le Principesse Disney. Belle è stata l'unica principessa animata ad essere citata tra i più grandi eroi nella classifica dei film dell'American Film Institute.

## Biografia del personaggio

### La bella e la bestia(1991)
Belle è figlia unica e vive con il padre Maurice, uno strampalato e bizzarro inventore, considerato pazzo dagli abitanti del villaggio a causa della natura spesso ridicola e irrealizzabile delle sue invenzioni.
Secondo Mark Henn, uno dei suoi animatori, Belle è probabilmente la più anziana delle principesse Disney, con circa 20 anni di età; tuttavia, sebbene nel film la sua età non venga mai rivelata, si può supporre che abbia intorno ai 17 anni.
Belle è una ragazza indipendente e anticonformista, di indole solitaria, introversa e per questo considerata una ragazza "originale" dagli altri abitanti del villaggio. La sua più grande passione è leggere, soprattutto libri che riguardano principi, incantesimi, draghi e luoghi fatati. A causa della sua bellezza, Belle attira l'interesse del bel Gaston (antagonista principale della storia), considerato da tutte le fanciulle del villaggio un buon partito, ma lo rifiuta più volte in quanto da lei ritenuto arrogante, volgare e violento. Belle non è felice della sua condizione: è stanca della monotona vita di paese e vorrebbe vivere nuove avventure.  
All'inizio del film, suo padre Maurice parte per una fiera, per presentare la sua ultima invenzione scientifica, ma si perde in un bosco e finisce per chiedere ospitalità in un vecchio castello. Il padrone del castello si rivela essere una terribile Bestia dal cuore freddo e crudele, che rifiuta di ospitarlo e lo imprigiona fino all'arrivo di Belle, che - andata a cercarlo - offre la propria libertà in cambio di quella di suo padre, anziano e malato. Viene dunque imprigionata e il padre è libero di tornare a casa. Col passare del tempo, Belle stringe amicizia con i servitori del castello e riesce anche a cambiare i modi bruschi e aggressivi della Bestia, che si rivela migliore di quanto sembri. Quando però, attraverso uno specchio magico, Belle scopre che il padre è molto malato, chiede alla Bestia di poterlo andare a trovare. Al suo ritorno, però, Belle trova una brutta sorpresa: Gaston ha intenzione di far portare Maurice in un manicomio, a meno che Belle non acconsenta a sposarlo. Belle è così costretta a rivelare l'esistenza della Bestia; Gaston allora guida gli abitanti del villaggio per andarlo ad uccidere. Per fortuna, Belle riesce ad arrivare al castello proprio nell'istante in cui Gaston sta per uccidere la Bestia; vedendo Belle, la Bestia si ribella mentre Gaston, poco dopo averlo pugnalato, perde l'equilibrio e precipita nel burrone sottostante trovando la morte. Mentre la Bestia è in fin di vita, Belle gli confida il suo amore e così facendo spezza l'incantesimo che da anni avvolgeva il castello. La Bestia guarisce e torna ad essere un principe, avendo imparato ad amare e a farsi amare al di là delle apparenze.

### La bella e la bestia(2017)
Emma Watson ha interpretato Belle in una versione live-action del film, uscito nel 2017. La bella e la bestia è stato il primo dei remake Disney in cui un'attrice di serie A interpreta una principessa Disney. Come femminista e modella, Watson ha suggerito diverse modifiche al personaggio nel film live-action. Per il design dei costumi, Watson ha rifiutato il tradizionale "abito da principessa" e il corsetto per l'abito dorato, in quanto ciò avrebbe ridotto la sua capacità di movimento, mentre per le scene del villaggio ha richiesto degli stivali per dare al personaggio più robustezza. Tuttavia, l'abbigliamento di Belle nel remake live-action rimane in gran parte fedele al film d'animazione.
Grazie all'influenza di Watson, Belle non è solo appassionata di libri e letteratura, ma anche inventrice proprio come suo padre: usa le sue invenzioni per sbrigare le faccende quotidiane, come ad esempio il bucato, e ciò le consente di avere più tempo per la lettura. In questa versione del film viene anche rivelato che la madre di Belle è morta di peste durante la sua infanzia; per questa ragione Maurice è iperprotettivo nei confronti di Belle e non le permette di lasciare il villaggio. Ad esempio, Maurice crea un "carillon che suona brani da luoghi lontani, nel tentativo di saziare la sua sete di esplorazione". In ogni caso, Belle non nutre rancore nei confronti del padre per il suo essere iperprotettivo.

## Caratterizzazione

### Aspetto fisico
Belle è conosciuta in tutto il villaggio per la sua bellezza ma nonostante questo non risulta di indole vanitosa, anzi, presta pochissima attenzione al suo aspetto.
Belle ha lunghi capelli castani, il più delle volte legati in una coda bassa; nel film indossa tre mantelli di colore diverso (blu, verde e rosso); ha gli occhi color nocciola e le guance rosee. Ha il viso a forma di cuore e una figura snella, sottolineata da un vitino da vespa. Porta spesso le maniche rimboccate e una delle sue caratteristiche più distintive, sono le ciocche di capelli che scivolano costantemente fuori dalla coda di cavallo e le cadono davanti al viso: questo dettaglio fu introdotto dalla sceneggiatrice per dimostrare che anche Belle è imperfetta, quindi per renderla più umana e veritiera. Dal momento che si voleva rendere Belle significativamente diversa e più europea nell'aspetto, gli animatori l'hanno disegnata con labbra più carnose, occhi più stretti e sopracciglia più scure, ispirandosi ai tratti del viso dell'attrice britannica Vivien Leigh. L'aspetto di Belle è stato ispirato anche dalle attrici americane Jennie Garth, Alyssa Milano, Natalie Wood, Elizabeth Taylor e Grace Kelly.
James Baxter, uno degli animatori per i movimenti di Belle  , si ispirò all'arte dell'impressionista francese Edgar Degas, pittore noto per i suoi ritratti di ballerine.

### Personalità
Belle è una ragazza di notevole cultura e intelligenza, curiosa e amante dei libri, fornita di un vocabolario forbito, un'immaginazione sempre attiva e una mente aperta. È molto sicura di sé e schietta nelle sue opinioni. Il suo atteggiamento sbarazzino la distingue dai suoi concittadini, che la considerano un po' strana: per questo, ma anche per la sua indole introversa e indipendente, non ha molti amici e non è molto popolare al villaggio. A differenza della maggior parte dei personaggi del film, Belle non si preoccupa delle apparenze, sue o di altri: ed è proprio per questo che, andando oltre la sgradevolezza della Bestia, riesce a spezzare la maledizione che affligge l'intero castello.
Belle è una donna libera, in particolare in riferimento al tempo storico e culturale in cui è ambientata la storia, periodo di rivoluzione del ruolo femminile. È solitaria, ama la sua indipendenza e non è mai passiva: persino quando accetta di vivere sotto il controllo della Bestia e, successivamente, quando se ne innamora e accetta di sposarlo, agisce in modo indipendente e per libera scelta.
Il cuore compassionevole e la natura calorosa di Belle, si incorporano anche in una donna straordinariamente coraggiosa che non ascolta, né si preoccupa di ciò che gli altri cittadini dicono di lei. Rifiuta la proposta di matrimonio di Gaston in quanto, al di là del bell'aspetto, lo vede per quello che realmente è: un uomo maleducato e sessista, e non le interessa un futuro con un uomo come lui. Nonostante il suo carattere coraggioso e forte, anche Belle ha le sue debolezze: è spaventata dai lupi, dal castello della Bestia e dalla prigionia, teme per la salute e la vita di suo padre e all'inizio della prigionia cade in preda allo sconforto, piangendo e credendosi senza speranza. Ha anche un lato ingenuo, tanto che non si rende conto del ruolo di Gaston nell'arresto di suo padre Maurice, e che rivelare a lui e al villaggio l'esistenza della Bestia sia un grave errore. Per questo prova un estremo senso di colpa, sentendosi responsabile della spedizione contro la Bestia e della tentata deportazione di Maurice in un manicomio.
Belle è anche piuttosto spiritosa e schietta, e usa questa caratteristica a suo vantaggio per superare in astuzia le persone - ad esempio riuscendo a raggiungere l'Ala Ovest nonostante i divieti - oppure, durante la discussione con la Bestia, mentre si sta prendendo cura delle sue ferite. In questa occasione, Belle nonostante sia spaventata riesce a ribattere alle accuse e alle minacce della Bestia.
La personalità di Belle in ogni caso si evolve molto durante il film: all'inizio, sogna spesso una vita di avventure e romanticismo, senza rendersi conto che a volte le avventure potrebbero prendere una brutta piega, cosa di cui invece si rende conto man mano che la storia prosegue e che finisce per renderla una ragazza con i piedi per terra, sebbene ancora sognatrice e avventuriera. Inizialmente è spaventata e disgustata dalla Bestia, che ritiene crudele e violenta, ma quando iniziano a trascorrere più tempo insieme e la loro relazione sboccia in una forte amicizia, inizia a vederne i lati buoni.

## Concezione e sviluppo
Il presidente dei Walt Disney Studios Jeffrey Katzenberg, aveva pensato a “La bella e la bestia” come ad un musical animato con una forte eroina e ne commissionò la scrittura alla sceneggiatrice Linda Woolverton. Woolverton basò la sceneggiatura sull'omonima fiaba di Jeanne-Marie Leprince de Beaumont, ma modificò la protagonista Belle rendendola più forte e meno passiva rispetto all'eroina della fiaba. Si ispirò quindi alle idee e alle pratiche femministe del movimento per i diritti delle donne per concepire un personaggio deliberatamente femminista, anche nel tentativo di evitare le critiche che la Disney riceveva da tempo, ossia di raffigurare i suoi personaggi femminili sempre e solo come vittime.
Secondo il produttore Don Hahn, la Belle di Beaumont era un personaggio "incredibilmente passivo", con una personalità simile a quelle delle principesse Aurora e Cenerentola, "donne capaci, ma che ricoprono un ruolo che le donne ricoprivano negli anni '50 e '60". I realizzatori hanno così scrupolosamente rielaborato Belle per renderla un personaggio più tridimensionale, fornendole obiettivi e aspirazioni che, a differenza di quelli delle principesse Disney classiche, andassero al di là del romanticismo e del matrimonio. Determinata a far somigliare Belle a "un'insolita eroina Disney", Linda Woolverton l'ha volutamente modellata in un personaggio indipendente che non è una principessa, ama i libri e ha scarso, se non nullo, interesse per il matrimonio. Lavorando a stretto contatto con Howard Ashman, ha creato un'eroina proattiva "che fosse una pensatrice e una lettrice, che non fosse concentrata sull'aspetto fisico e che non fosse una vittima".
Sebbene nella fiaba originale venga menzionato il fatto che Belle sia colta e istruita, questo dettaglio non è importante per la trama: nel film, la passione di Belle per la lettura è stata ampliata per dimostrare ulteriormente l'intelligenza e la mente aperta del personaggio, prendendo spunto da alcuni tratti caratteriali del personaggio di Piccole donne Jo March, e anche dall'amore per la lettura di Woolverton stessa . Sia Woolverton che Paige O'Hara hanno incoraggiato i realizzatori a enfatizzare l'intelligenza e la passione per i libri di Belle, tuttavia, qualche volta gli animatori hanno dovuto lottare per realizzare fedelmente la visione di Woolverton. Ad esempio, in una prima scrittura, Belle era raffigurata costantemente in lacrime durante la sua prigionia, cosa della quale Woolverton si risentì molto sostenendo che, rispetto ad una raffigurazione in cui non facesse altro che piangere, sarebbe stata molto più fedele al personaggio una raffigurazione di Belle che cercasse una via di fuga, una soluzione o anche che semplicemente "fosse incuriosita dal fatto che vivesse in un castello incantato".
Per dimostrare che il personaggio non è perfetto, Linda Woolverton ha descritto "una piccola ciocca di capelli che continua a caderle sul viso", che era l'unica direzione che usava per descrivere l'aspetto fisico di Belle. Volendo che Belle fosse significativamente diversa e più europea nell'aspetto in confronto ad Ariel, gli animatori l'hanno disegnata con labbra più carnose, occhi più stretti e sopracciglia più scure, che sono stati ispirati dai tratti del viso dell'attrice britannica Vivien Leigh. Più statuaria della maggior parte delle principesse Disney, l'aspetto di Belle è stato ispirato anche da quello delle attrici americane Jennie Garth e Alyssa Milano. Gli animatori hanno utilizzato anche fotografie delle attrici di Hollywood Natalie Wood, Elizabeth Taylor e Grace Kelly come riferimento. James Baxter studiò l'arte dell'impressionista francese Edgar Degas, un pittore noto per i suoi ritratti di ballerine, il cui lavoro ispirò l'animatore a incorporare in Belle movimenti aggraziati simili a quelli dei cigni.
L'abito da ballo di Belle è stato ispirato da un costume simile indossato da Audrey Hepburn nel film Vacanze romane (1953). In origine, il dipartimento marketing ordinò che l'abito di Belle fosse rosa per soddisfare il pubblico femminile, ma l'art director Brian McEntee convinse lo studio a rendere l'abito giallo oro per distinguerla dalle altre principesse Disney, in particolare Aurora in La bella addormentata nel bosco (1959). McEntee ha anche suggerito che Belle fosse l'unico personaggio nel suo villaggio a vestirsi di blu, in modo da sottolineare il fatto che fosse diversa e un'emarginata. Anche i colori che indossa Belle, imitano le sue emozioni profonde, essendo il blu associato alla tristezza e alla solitudine. Il blu è stato usato anche per simboleggiare il bene e il cielo, mentre il rosso di Gaston rappresenta il male e il fuoco.
Ulteriori cambiamenti alla caratterizzazione del personaggio si trovano nella versione remake del film del 2017: l'attrice interprete di Belle, Emma Watson, attivista femminista, ha aggiunto ulteriori modifiche al personaggio rendendola ad esempio un'inventrice come suo padre; abile nei lavori di meccanica; refrattaria ai lavori domestici e di cura, all'amore romantico, e scegliendo per lei un abbigliamento meno tradizionalmente femminile (per esempio, rimpiazzando le scarpette con robusti stivali o rifiutando di indossare il corsetto con l'abito da ballo).

## Accoglienza
Belle ha ottenuto ampi consensi da parte della critica cinematografica. Affermata come icona culturale, detiene il primato di essere considerata la prima vera principessa femminista della Disney (sebbene molti fan e critici siano discordanti e sostengano che Ariel lo sia per via del suo desiderio, poi conquistato, di auto-emancipazione e per essere la prima principessa Disney ad aver salvato la vita del principe nel suo film, due volte). Considerata uno degli esempi più forti di personaggio femminista della Disney, i critici concordano sul fatto che Belle abbia contribuito a guidare una generazione di eroine cinematografiche indipendenti, cambiando la reputazione di una principessa Disney.
Hal Hinson del Washington Post ha descritto Belle come un personaggio "avvincente" che è "più maturo, più femminile e meno blandamente asessuale" di Ariel, così come "una ragazza più mondana", descrivendola come "un topo di biblioteca, con grinta e una mente tutta sua". Paragonando allo stesso modo Belle ad Ariel, John Hartl del Seattle Times scrisse che "non c'è un senso di déjà vu, forse perché l'eroina è così diversa da Ariel, e il suo dilemma è più toccante". Empire ha valutato Belle come "un'eroina femminista che è più arrotondata dei precedenti personaggi Disney". Vicki Arkoff ha accolto Belle come un'eroina intelligente e dalla lingua tagliente, accreditando il personaggio di "rompere lo stampo da principessa passiva della Disney". Common Sense Media ha ricevuto Belle come "una delle eroine più intelligenti e indipendenti della Disney". Secondo Variety, Belle è stata "magnificamente doppiata da Paige O'Hara". Candice Russel di Sun-Sentinel ha scritto che O'Hara "fa un buon lavoro nel creare Belle come intellettuale, saggiamente femminile e disarmata dai fremiti del suo cuore". Secondo la Young Writers Society, Belle rimane la principessa Disney meglio recensita fino ad oggi.

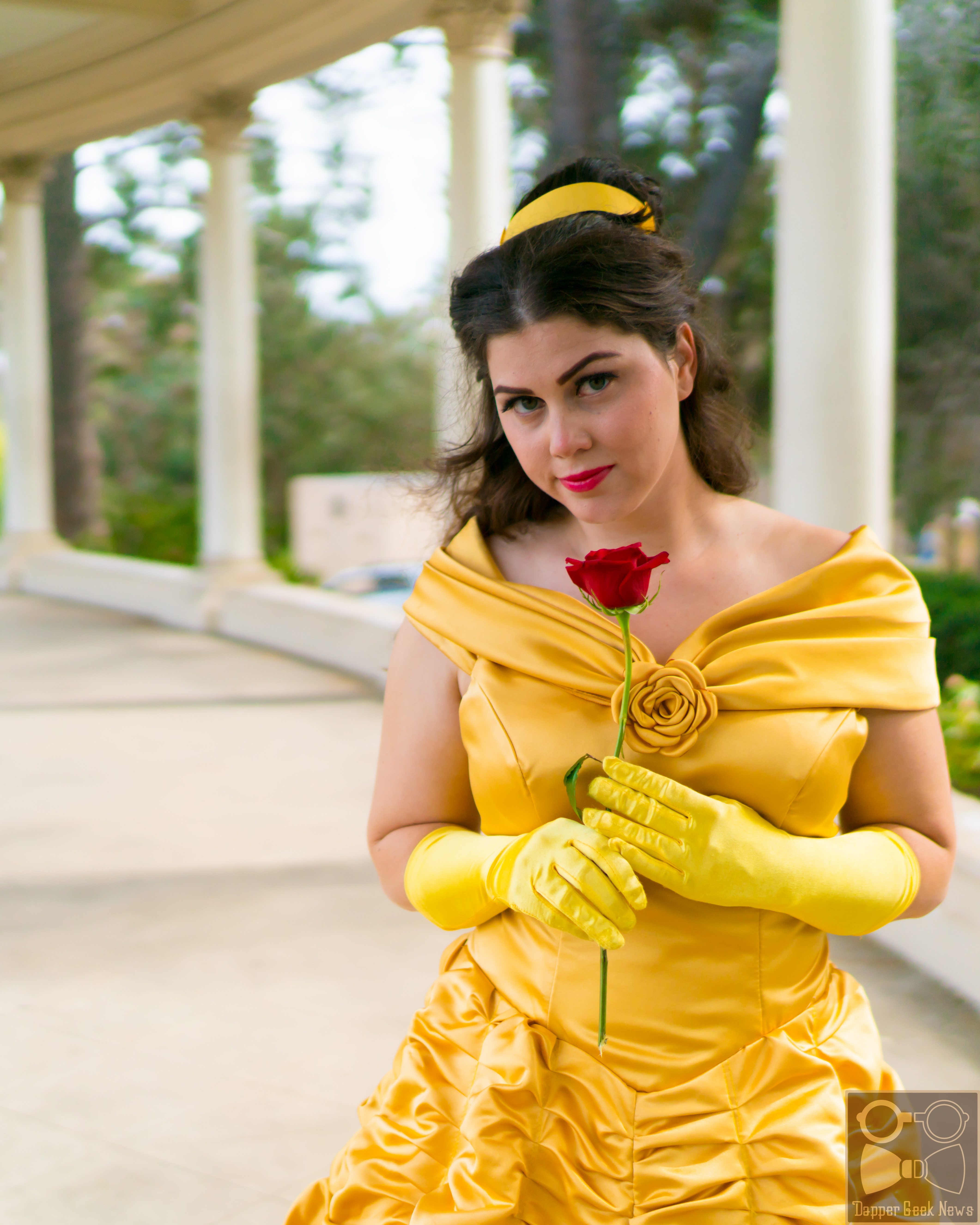
Una cosplayer di Belle in abito giallo nel 2016.

Un sondaggio dei lettori condotto da BuzzFeed ha stabilito che Belle è la principessa Disney più popolare, avendo raccolto il 18% dei voti. Un sondaggio simile condotto da Comingsoon.net ha anche classificato Belle come la migliore principessa Disney, con il 17% dei voti. Considerata sia un sex symbol che un'icona della moda, Belle ha ottenuto riconoscimenti sia per il suo aspetto che per i costumi.
Nel frattempo, anche la relazione di Belle con la Bestia è stata accolta con recensioni positive. David Nusair di About.com ha scritto che "la palpabile chimica tra Belle e la Bestia assicura che La bella e la bestia sia all'altezza della sua reputazione di uno dei romanzi più memorabili di tutti i tempi". Descrivendo il film come un "romanzo non convenzionale", Charles Solomon del Los Angeles Times ha affermato che "L'idea di una giovane donna che impara ad amare un cuore gentile nascosto sotto un aspetto minaccioso rappresentava una grande rottura con la tradizione".

## Altri media

### La bella e la bestia(1994)
Basato sull'omonimo lungometraggio del 1991, il musical firmato Disney e mandato in scena a Broadway dal 1994 fino al 2007 è composto dai testi di Linda Wolverton, già sceneggiatrice del film d'animazione originale, dalle musiche di Alan Menken e dalle liriche di Howard Ashman e Tim Rice. La trama e i personaggi sono molto fedeli all'originale. Per la sua interpretazione di Belle, l'attrice Susan Egan è stata nominata per un Tony Award come migliore attrice in un musical.

### Kingdom Hearts(2002)
Belle appare anche nei videogiochi della serie Kingdom Hearts.